# セバスティアーノ・ボンベッリ
セバスティアーノ・ボンベッリ（Sebastiano Bombelli、1635年10月15日（洗礼日）-  1719年5月4日）は、イタリアの画家である。ヴェネツィアで働き、肖像画家として知られている。

## 略歴
イタリア北東部のウーディネで画家ヴァレンティーノ・ボンベッリ（Valentino Bombelli: ? -1684）の息子に生まれた。父親や祖父の Girolamo Lugaroから絵を学んだ。若いころにヴェネツィアに移り、パオロ・ヴェロネーゼ（1528-1588）の作品を研究し、その追随者となった。ボローニャでグエルチーノ（1591-1666）に学んだ後、1665年頃、ヴェネツィアに戻った。
ヴェネツィアでも流行した光の明暗を強調する「テネブリズム」のスタイルを自分が得意とする肖像画の分野で取り入れたとされる。またフィレンツェの画家ユストゥス・スステルマンス（1597-1681）からも影響を受けているとされる。
ヴェネツィアで貴族たちの肖像画を描き、華やかな衣装をまとい動きのある肖像画というスタイルを作り上げ、次の世紀のヴェネツィアの肖像画家、アレッサンドロ・ロンギ（1733-1813）にもそのスタイルは引き継がれた。フィレンツェやマントヴァ、パルマ、ミュンヘンなど宮廷で活躍し、ドイツのほとんどの宮廷を訪れ、肖像画を描いた。
弟子とされる画家にはフラ・ガルガーリオ（1655-1743）やロザルバ・カッリエーラ（1675-1757）らがいる。

## 作品

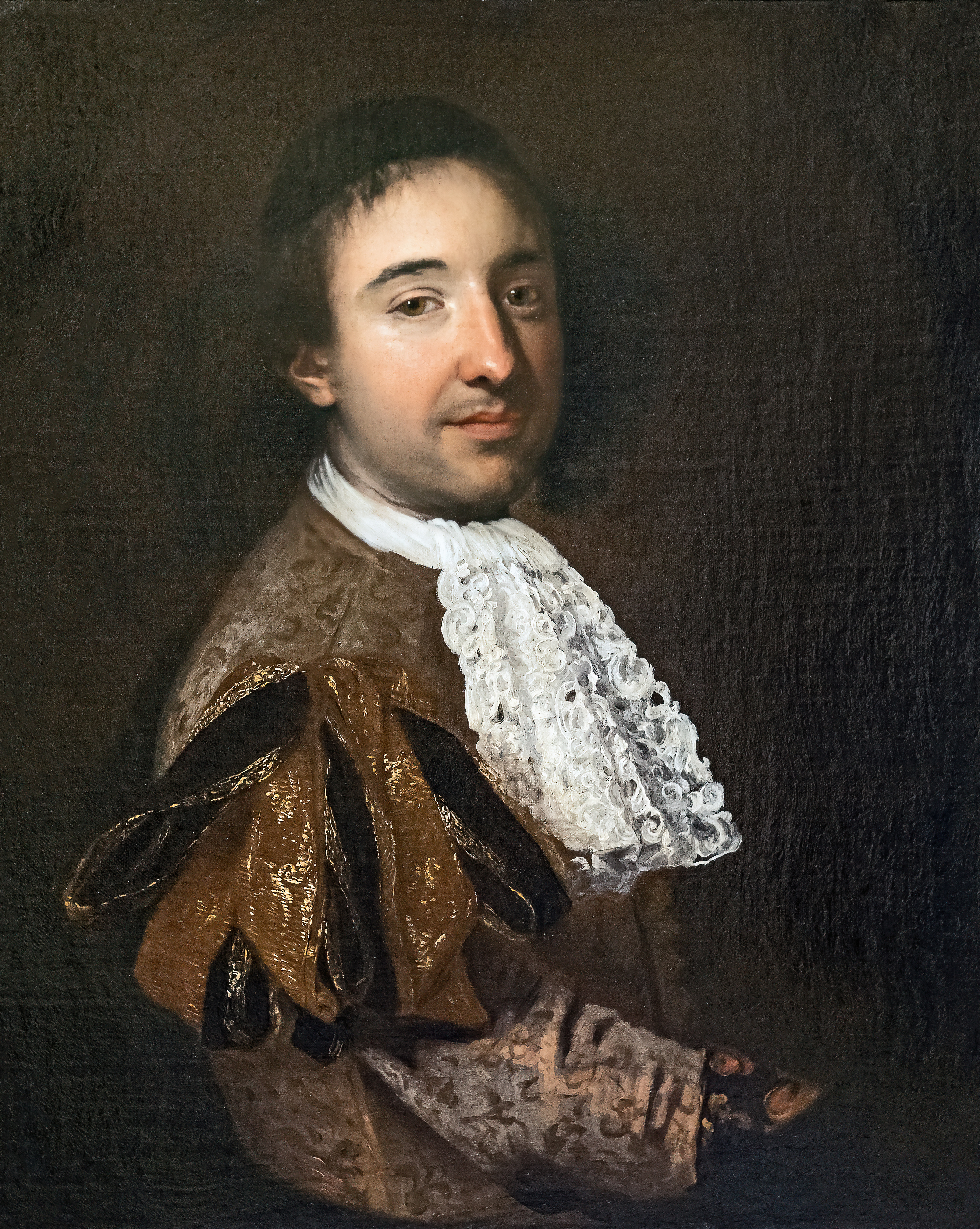
ヴェネツィアの貴族Gerolamo Querini の肖像画 (C.1684) Pinacoteca Querini Stampalia
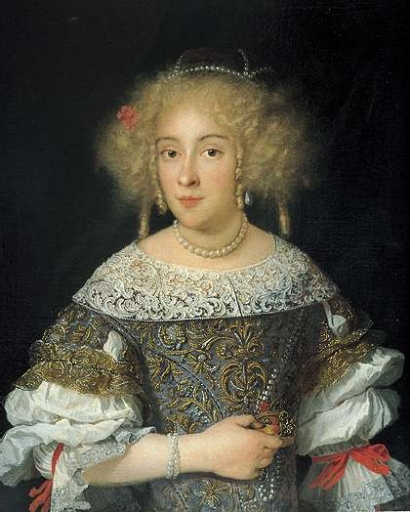
Isabella del Seraの肖像画 (1671) ウフィツィ美術館
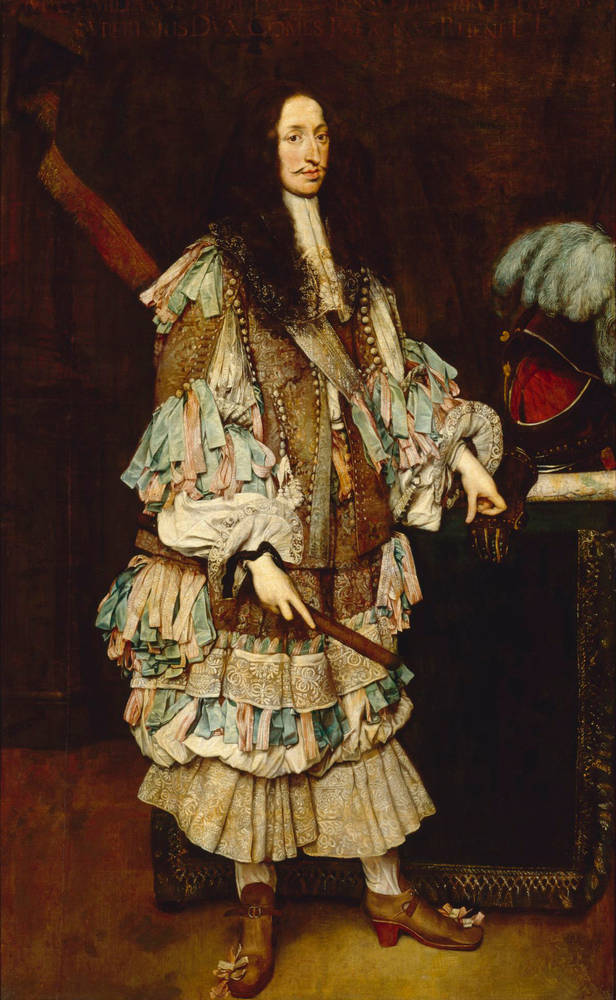
Maximilian Philipp Hieronymus, Duke of Bavaria-Leuchtenbergの肖像画(1666) アルテ・マイスター絵画館
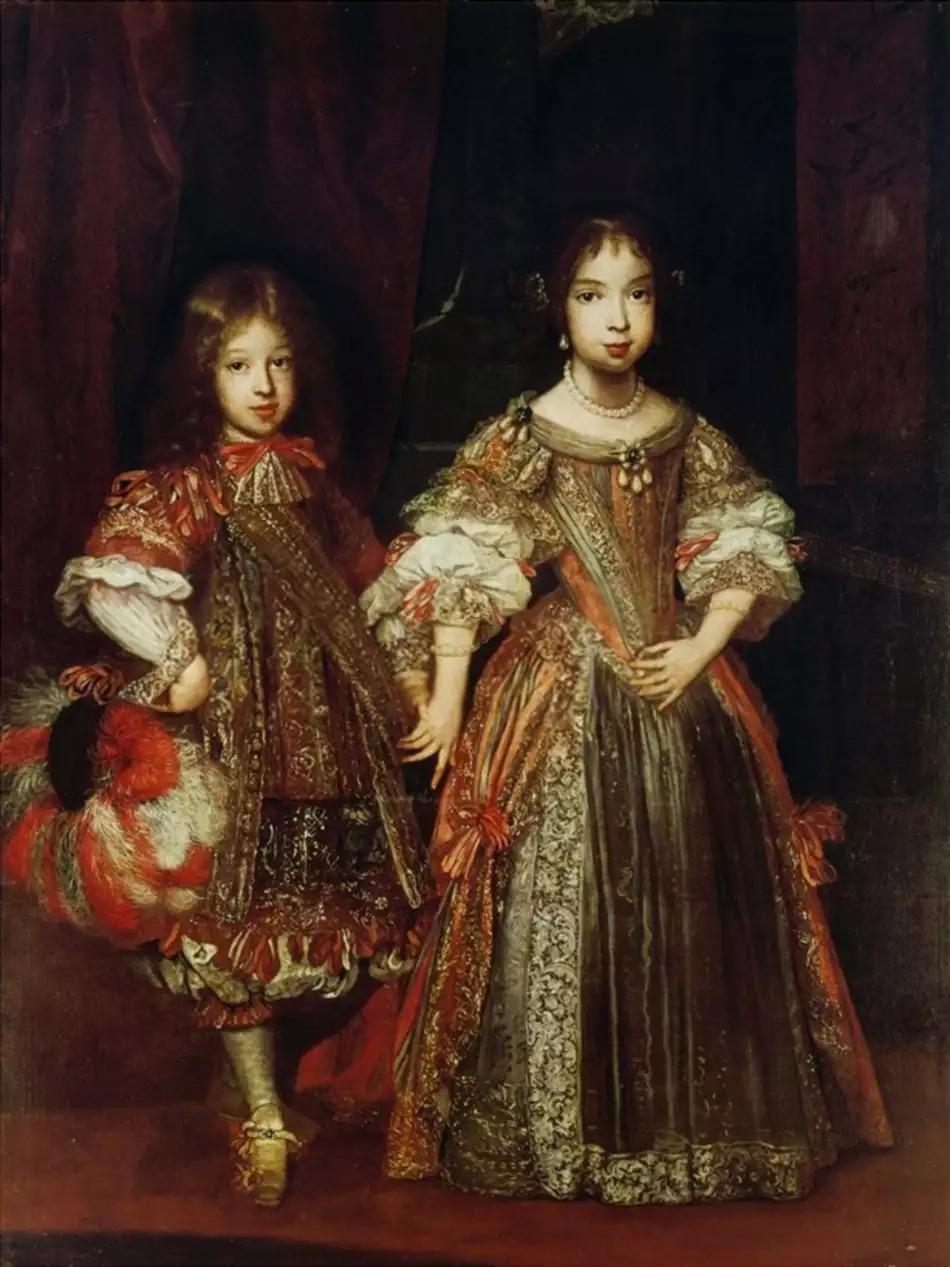
バイエルン選帝侯の娘の肖像画 Bavarian State Painting Collections